# Kau Sai Chau
Kau Sai Chau (chino tradicional: 滘 西 洲) es una isla situada frente a la costa de Sai Kung en la Región administrativa especial de Hong Kong, parte de China que posee una superficie de 6,69 km²
El "Jockey Club Kau Sai Chau Public Golf Course", desarrollado y administrado por el Club de Jockey de Hong Kong, es el único campo de golf público en Hong Kong. Inaugurado en 1995, ocupa aproximadamente la mitad norte de la isla. Se compone de tres campos de golf de 18 hoyos: Los cursos Norte y Sur fueron diseñados por Gary Player, mientras que Nelson y Haworth diseña el Curso de Oriente.
Kau Sai es una aldea de pescadores con cerca de diez casas. Se encuentra en el extremo sur de la isla.

## Geografía
Kau Sai Chau se encuentra al sur de la península de Sai Kung. Su costa norte forma parte del límite meridional del Puerto Shelter, el cual es el más grande de la isla.
Kau Sai Chau está conectado en el norte por un espigón (rompeolas) con la pequeña isla Yim Tin Tsai. El extremo sur de la isla está separada por un estrecho canal de la Isla Jin (Tiu Chung Chau).